# Агентство Європейського Союзу з питань мережевої та інформаційної безпеки
Агентство Європейського Союзу з питань мережевої та інформаційної безпеки (англ. European Union Agency for Network and Information Security, ENISA) – це агенція Європейського Союзу. Функціонує з 1 вересня 2005 року. Розміщено в Іракліон, Крит, (Греція).
ENISA створено в 2004 році згідно з актом ЄС Regulation No 460/2004 [Архівовано 24 вересня 2012 у WebCite] під назвою Агентство Європейського Союзу з питань мережевої та інформаційної безпеки. ENISA – єдине з агентств ЄС, якому було визначено конкретний термін завершення її дії – 2020 рік.

## Місія ENISA
Місією ENISA є вдосконалення мережевої та інформаційної безпеки в Європейському Союзі. Агентство має сприяти розвитку культури мережевої та інформаційної безпеки на користь громадян, споживачів, підприємств та громадських організацій Європейського Союзу, сприяючи безперебійному функціонуванню внутрішнього ринку ЄС.
ENISA допомагає Європейській комісії, державам-членам ЄС та бізнесу виконувати вимоги мережевої та інформаційної безпеки, включаючи чинне та майбутнє законодавство ЄС. ENISA має бути центром експертизи як для держав-членів, так й для інституцій ЄС з отримання консультацій з питань, пов'язаних із мережевою та інформаційною безпекою.

## Структура
Управління ENISA здійснюється Виконавчим директором та підтримується персоналом, який складається з фахівців, що представляють галузь інформаційних та комунікаційних технологій, груп споживачів та наукових експертів. Агентство контролює Правління, яке складається з представників держав-членів ЄС, Європейської комісії та інших зацікавлених сторін. Була також створена Постійна група зацікавлених сторін, яка надає консультації Виконавчому директору.

## Співпраця з євроструктурами
ENISA тісно співпрацює з Європолом (англ. Europol) та Європейським центром кіберзлочинів (англ. European Cyber Crime Centre) [Архівовано 24 вересня 2017 у Wayback Machine.], а також підтримує інші установи ЄС, зокрема:
- Європейське агентство з питань правоохоронної підготовки (англ. European Union Agency for Law Enforcement Training, CEPOL) [Архівовано 3 травня 2013 у Wayback Machine.]
- Орган європейських регуляторів електронних комунікацій (ОЄРЕК; англ. Body of the European Regulators of Electronic Communications, BEREC) [Архівовано 11 жовтня 2017 у Wayback Machine.]
- Європейське агентство оперативного управління великомасштабними ІТ-системами у сферах свободи, безпеки та юстиції (англ. European Agency for the operational management of large-scale IT systems in the area of freedom, security and justice, eu-LISA) [Архівовано 14 жовтня 2017 у Wayback Machine.]
- Європейське агентство з авіаційної безпеки (англ. European Aviation Safety Agency, EASA) [Архівовано 10 жовтня 2017 у Wayback Machine.]

## «Cyber Europe»
ENISA керує загальноєвропейською програмою «Cyber Europe».  [Архівовано 20 вересня 2017 у Wayback Machine.] Це – серія навчань з кіберінцидентів та управління кризовими ситуаціями на рівні ЄС для державного і приватного секторів країн-членів ЄС.
Вправи «Кібер-Європа» – це симуляція великомасштабних інцидентів, пов'язаних з кібербезпекою, які, посилюючись, можуть стати кіберкризами. Вправи пропонують можливості для аналізу передових технічних заходів з кібербезпеки, вирішення проблем, пов'язаних із кризовими ситуаціями.
Вправи Cyber Europe — сценарії, насичені реальними подіями, розробленими європейськими експертами з кібербезпеки. Кожна з вправ надає навчальний досвід для учасників.
ENISA підтримувала наступні навчання:
- Cyber Europe 2010  [Архівовано 20 вересня 2017 у Wayback Machine.] [2]
- Cyber Europe 2012  [Архівовано 20 вересня 2017 у Wayback Machine.] [3]
- Cyber Europe 2014  [Архівовано 20 вересня 2017 у Wayback Machine.] [4]
- Cyber Europe 2016  [Архівовано 21 вересня 2017 у Wayback Machine.] [5]

## Публікації ENISA
ENISA, виконуючи свою місію, видає серії публікацій з питань кібербезпеки

### Прогнозно-аналітичні видання
- Наприклад — Огляд «Міркування щодо сертифікації безпеки ІКТ в ЄС» (англ. Considerations on ICT security certification in EU - Survey Report); [Архівовано 5 жовтня 2017 у Wayback Machine.]

Протягом шости років ENISA публікує річні звіти про інциденти
щорічні звіти про значні інциденти, пов'язані з відключенням в європейському секторі електронних комунікацій (публікуються протягом 6 років), зокрема:
- Річний звіт про інциденти 2016 року (англ. Annual Incident Reports 2016);  [Архівовано 21 вересня 2017 у Wayback Machine.]
- Річний звіт про інциденти 2015 року (англ. Annual Incident Reports 2015);  [Архівовано 21 вересня 2017 у Wayback Machine.]

### Серія з 5 настанов з безпеки
- «Настанови з безпеки щодо належного використання кваліфікованих електронних печаток» (англ. Security guidelines on the appropriate use of qualified electronic seals);  [Архівовано 21 вересня 2017 у Wayback Machine.]
- «Настанови з безпеки щодо належного використання кваліфікованих електронних підписів (Sангл. ecurity guidelines on the appropriate use of qualified electronic signatures);  [Архівовано 11 жовтня 2017 у Wayback Machine.]
- «Настанови з безпеки щодо належного використання кваліфікованих електронних талонів часу (англ. Security guidelines on the appropriate use of qualified electronic time stamps);  [Архівовано 20 вересня 2017 у Wayback Machine.]
- «Настанови з безпеки щодо правильного використання кваліфікованих сертифікатів автентифікації вебсайтів (англ. Security guidelines on the appropriate use of qualified website authentication certificates);  [Архівовано 11 жовтня 2017 у Wayback Machine.]
- «Настанови з безпеки щодо належного використання кваліфікованих електронних служб реєстрації доставки» (англ. Security guidelines on the appropriate use of qualified electronic registered delivery services);  [Архівовано 21 вересня 2017 у Wayback Machine.]